# ホン・ジョンヒョン
ホン・ジョンヒョン （ハングル：홍종현、1990年1月17日 - ）は、韓国の俳優、モデル。身長182cm。WidMay Entertainment所属。

## 経歴
2007年、『08 S/Sソウルコレクション』のMVIOショーモデルとしてデビューし、2009年、ドラマ『地面にヘディング』で俳優デビューを果たす。
2019年12月2日、陸軍に入隊。2021年6月17日に軍服務を終え、除隊した。

## 出演

### テレビドラマ
- No Limit〜地面にヘディング〜（2009年、MBC） - ホン・ギョンネ役
- 熱血商売人（2009年、KBS） - ギョング役
- オー!マイレディ（2010年、SBS） - キム・ジノ役
- ジャングル・フィッシュ2（2010年、KBS） - ミン・ホス役
- ホワイトクリスマス（2011年、KBS） - イ・ジェギュ役
- ペク・ドンス（2011年、SBS） - イ・サン / 正祖（チョンジョ）役
- ヴァンパイア☆アイドル（2011年 - 2012年、MBN） - ジョンヒョン役
- 乱暴＜ワイルド＞なロマンス（2012年、KBS） - ソ・ユニ役
- 親愛なる者へ（2012年、JTBC） - コ・ジンセ役
- Hero（2012年、OCN） - カン・ギョンホ役
- チョン・ウチ（2012年 - 2013年、KBS） - ソ・チャンフィ役
- 恋愛操作団:シラノ（2013年、tvN） - ムジン役
- ママ〜最後の贈りもの〜（2014年、MBC） - ク・ジソブ役
- 恋のハイヒール（2014年、SBS） - オ・テス役
- 私が結婚する理由（2014年、KBS） - イ・ジュンギ役
- 象牙の塔（2015年、中国Webドラマ） - イ・ギョンウン役
- 麗＜レイ＞〜花萌ゆる8人の皇子たち〜（2016年、SBS） - ワン・ヨ役
- 王は愛する（2017年、MBC） - ワン・リン役
- 世界で一番可愛い私の娘（2019年、KBS） - ハン・テジュ役
- 絶対彼氏。（2019年、SBS） - マ・ワンジュン役
- アリが乗っています（2022年、TVING） - チェ・ソヌ役
- 私たちの人生レース（2023年、Disney+） - リュ・ジェミン役[4]

### 映画
- 恋人たち（2008年） - トム役
- 霜花店 運命、その愛（2008年）
- 海の方に、もう一歩（2009年） - ジュンソ役
- ゴースト（2010年） - ジェヨン役
- キケンな顔合わせ!?（2015年） - ハン・チョルス役
- アリス:ワンダーランドから来た少年（2015年） - ファン役

### MC
- SBS人気歌謡（2014年12月 - 2015年8月）

### バラエティ番組
- 私たち結婚しました（2014年 - 2015年） - ユラ（Girl's Day）と仮想結婚
- 犯人はお前だ!（Netflix配信）（2018年）

### PV
- Double K feat イ・ミシェル『Rewind』（2013年）
- 2NE1『falling in love』（2013年）
- ホン・テグァン『答えがなかった』（2014年）
- ユン・ヒョンサン『Time forgets』（2015年）